# Arméniens
Cet article concerne le peuple arménien. Pour la langue arménienne, voir Arménien.
- Armenia
- + 1,000,000
- + 100,000
- + 10,000
- + 1,000

En français, les Arméniens sont : 
- selon la constitution de l'Arménie, le droit du sol et le droit international, les citoyens de l'Arménie et eux seuls, quelles que soient leurs langues, origines et traditions culturelles[20] ;
- selon la définition ethnique, le droit du sang et/ou l'appartenance linguistique et culturelle, le groupe ethnique indo-européen qui s'auto-désigne en arménien : Հայեր (Hayer). Ce peuple originaire du Caucase et du Haut-plateau arménien constitue la principale population de l'Arménie (environ 3 millions) et jusqu'en 2023, de la république indépendante de facto d'Artsakh (150 000). Les Arméniens ethniques forment également une diaspora de 8 à 10 millions de personnes autour du monde, dont la grande partie s'est formée principalement à la suite du génocide arménien. Ils furent les premiers à adopter le christianisme comme religion d'État du royaume d'Arménie en 301 ap. J.-C., créant et conservant une branche distincte de cette religion : l'Église apostolique arménienne[21].

Situé aux carrefours culturels, historiques et religieux entre l'Europe et l'Asie, le peuple arménien a élaboré une culture singulière et résiliente. La musique arménienne est parmi les plus anciennes au monde à être encore chantée ou jouée aujourd'hui. La cuisine combine divers arômes originaires du haut-plateau arménien, avec une utilisation importante des herbes aromatiques, et se double d'une ancienne tradition viticole (probablement actuellement la plus ancienne  où a été retrouvé dans une grotte les artefacts de fabrication du vin datant de 7/8 000 ans.
Les Arméniens parlent deux dialectes différents mais inter-compréhensibles : l'arménien oriental utilisé en Arménie, en Artsakh, dans le Caucase et en Iran, et l'arménien occidental utilisé dans l'Arménie occidentale historique et, après le génocide arménien, principalement dans la diaspora. L'alphabet arménien est un système d'écriture unique qui a été inventé en 405 apr. J.-C. par Mesrop Mashtots.

## Étymologie
Les plus anciennes attestations de l'exonyme Arménie datent du VIe siècle av. J.-C. Dans son inscription trilingue de Behistun datée de 517 av. J.-C., Darius Ier le Grand de Perse désigne Urartu/Urashtu (en babylonien) comme Armina (en vieux persan) et Harminuya (en élamite). En grec ancien, Ἀρμενία / Arménia est attesté à peu près à la même époque, la référence la plus ancienne étant peut-être un fragment attribué à Hécate de Milet (476 av. J.-C.). Xénophon, un général grec servant dans certaines des expéditions persanes, décrit de nombreux aspects de la vie et de l'hospitalité des villages arméniens vers 401 av. J.-C..
Certains ont associé le nom de l'Arménie à l'État d'Armani (Armanum, Armi) au début de l'âge du bronze ou à l'État d'Arme (Shupria) à la fin de l'âge du bronze. Ces liens ne sont pas concluants car on ignore quelles langues étaient parlées dans ces royaumes. En outre, s'il est admis que l'Arme était située à l'ouest immédiat du lac de Van (et donc dans la région de la Grande Arménie), l'emplacement de l'ancien site de l'Armani est sujet à débat. Certains chercheurs modernes l'ont placé dans la même zone qu'Arme, près de l'actuel Samsat  et ont suggéré qu'il était peuplé, au moins partiellement, par un des premiers peuples indo-européens. On a également spéculé que la terre d'Ermenen (située dans ou près de Minni), mentionnée par le pharaon égyptien Thoutmosis III en 1446 av. J.-C., pourrait être une référence à l'Arménie.

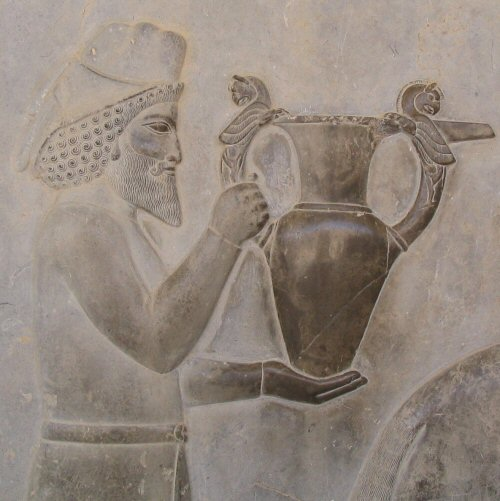
Porteur de cadeaux arménien à Persépolis.

Les Arméniens se font appeler Hay (en arménien : հայ, prononcé [ˈhaj] ; au pluriel : հայեր, [haˈjɛɾ]). Le nom est traditionnellement dérivé de Hayk (Arménien : Հայկ), le légendaire patriarche des Arméniens et arrière-arrière-petit-fils de Noé, qui, selon Movses Khorenatsi (Moïse de Khorène), a vaincu Bêl, géant de Babylon en 2492 av. J.-C. et a établi son peuple autour du mont Ararat et sur le haut-plateau arménien. Il est également postulé que le nom de Hay vient de, ou est lié à, l'un des deux états vassaux confédérés hittites - Hayasa-Azzi (1600-1200 av. J.-C.). En définitive, le nom Hay pourrait dériver des mots proto-indo-européens póti (signifiant « seigneur » ou « maître ») ou *h₂éyos/*áyos (signifiant « métal »).
Khorenatsi a écrit que le mot arménien provient du nom Armenak ou Aram (le descendant de Hayk). Khorenatsi désigne à la fois l'Arménie et les Arméniens sous le nom de Hayk' (en arménien : Հայք) (à ne pas confondre avec le patriarche Hayk mentionné ci-dessus).

## Origines

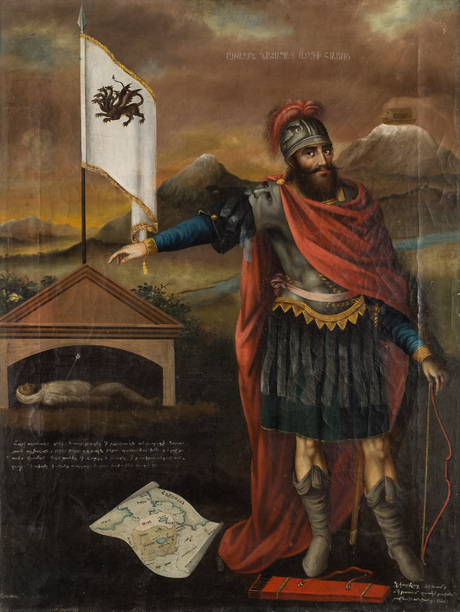
Hayk Nahapet, le légendaire patriarche et fondateur de la nation arménienne.

Les Arméniens sont considérés comme une branche du vaste rameau indo-européen. Certains spécialistes rattachent les Arméniens aux Hittites, même si Hérodote semble envisager une proximité avec les Grecs. Cette hypothèse se distinguerait des autres : ils feraient partie de la branche thraco-phrygienne et se seraient déplacés d'Europe vers l'Anatolie à la fin du IIe millénaire av. J.-C.Un rameau proto-arménien se serait séparé des Phrygiens et se serait déplacé vers l'est jusqu'à l'Euphrate dans la région de la ville actuelle de Malatya ; les proto-Arméniens auraient pénétré en « Arménie historique » à la charnière des VIIe – VIe siècles av. J.-C.
Enfin, les théories critiquées de Colin Renfrew sur les Indo-européens affirment que l'Anatolie, selon lui le berceau des Arméniens, est le lieu d'origine de l'ensemble des Indo-européens.

## Histoire

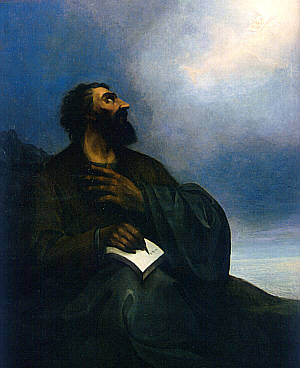
Une peinture de Mesrop Machtots, l'inventeur de l'alphabet arménien par Stepanos Nersisian (1815-84).

de l'Arménie et des Arméniens est constituée de périodes d'indépendance interrompue par les conquêtes d'autres peuples. Le premier État arménien est établi vers le début du VIe siècle av. J.-C., sous suzeraineté perse. À son apogée sous l'Artaxiade Tigrane II, le royaume arménien s'étend du Caucase jusqu'à ce qui est maintenant la Turquie centrale, le Liban et l'Iran du nord-ouest. Le règne de Tigrane II le Grand est la seule période de l'histoire arménienne durant laquelle l'Arménie est perçue comme une rivale sérieuse par ses puissants voisins. Par la suite, l'Arménie fait brièvement partie de l'Empire romain.

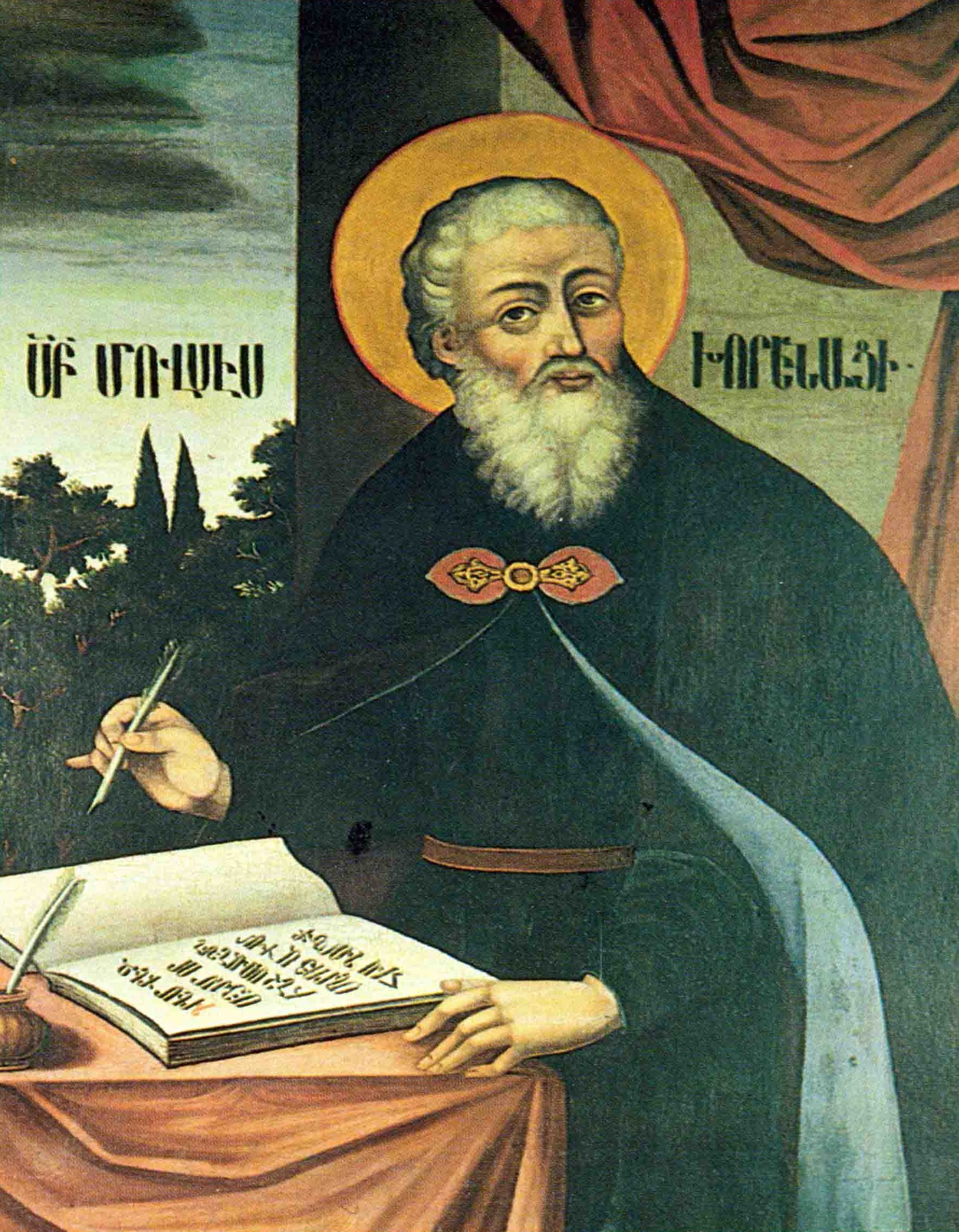
Moïse de Khorène, le « père de l'histoire arménienne ».

l'an 301, sous les Arsacides, l'Arménie devient la première nation à adopter le christianisme en tant que religion d'État, déclenchant ainsi une nouvelle ère dans l'histoire du peuple arménien. Pour affirmer l'identité nationale arménienne, Mesrop Machtots invente l'alphabet arménien en 405 ; cet alphabet est encore utilisé aujourd'hui. Dès lors, l'âge d'or de la culture arménienne commence ; plusieurs livres étrangers sont traduits en arménien, devenant donc plus accessibles. L'Arménie perd sa souveraineté à la suite de son rattachement aux empires byzantin et perse en 428.

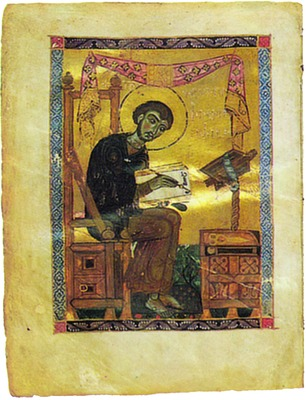
Grégoire de Narek, est un moine, un poète mystique et un compositeur d'Arménie.

En 885, les Arméniens rétablissent une entité souveraine sous l'égide d'Achot Ier de la dynastie bagratide. Après l'occupation de l'Arménie par les Byzantins en 1045 puis par les Turcs seldjoukides en 1064, une portion considérable de la noblesse et de la population arméniennes quitte l'Arménie pour s'installer en Cilicie, une région dans laquelle des Arméniens étaient déjà présents depuis l'époque romaine. Ainsi, en 1080, le royaume arménien de Cilicie est créé. Il devient le nouveau centre du nationalisme arménien. Les Arméniens développent des relations sociales, culturelles, militaires et religieuses avec les croisés. Ce royaume succombe en 1375 aux invasions mameloukes.
Au XVIe siècle, l'Arménie orientale est conquise par les Perses séfévides, alors que l'Arménie occidentale tombe sous la tutelle ottomane. En 1828, le territoire correspondant à la république moderne est incorporé dans l'Empire russe, l'Arménie occidentale faisant toujours partie de l'Empire ottoman. Durant ces périodes tumultueuses, les Arméniens ont pu protéger leur identité grâce à l'Église.
Entre 1915 et 1916, les deux-tiers des Arméniens d'Anatolie et du haut-plateau arménien sont déportés et massacrés méthodiquement dans les déserts de Syrie et de Mésopotamie sur l'ordre du gouvernement Jeunes-Turcs de l'Empire ottoman. Ce fait constitue un des premiers génocides du XXe siècle, avec 1 500 000 victimes.

## Répartition géographique

### Arménie

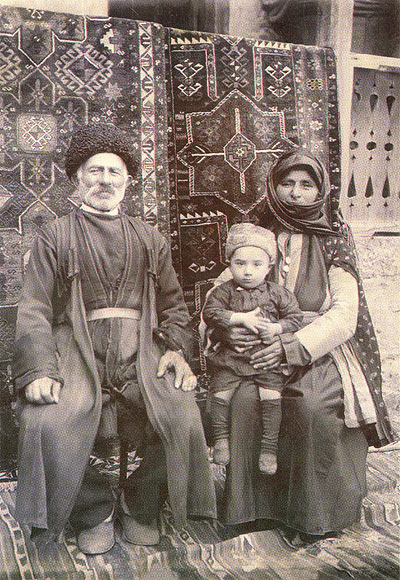
Famille arménienne du Haut-Karabagh, première moitié du XXe siècle.

L'origine du peuplement arménien est légendairement associée à la victoire de Haïk, patriarche arménien, face à Bêl de Babylone. Cette présence continue des Arméniens dans cette région du monde, s'est brusquement estompée à la suite des persécutions ottomanes, et du génocide. Aujourd’hui, l’Arménie est réduite à un dixième de son territoire historique et s'étend sur une partie du Caucase. Elle compte une population de 2,9 millions d'habitants, constitués d’Arméniens à 97 %. Des Arméniens sont également présents dans la province de Samtskhé-Djavakhétie en Géorgie et au Haut-Karabagh, territoire actuellement contrôlé par des indépendantistes arméniens. L’ensemble de ces Arméniens, ainsi que ceux d'Iran et de la Russie, parlent le dialecte oriental de la langue arménienne. Le pays est laïc du fait des décennies de domination soviétique. La quasi-totalité de ses citoyens demeure cependant chrétienne.

### Diaspora

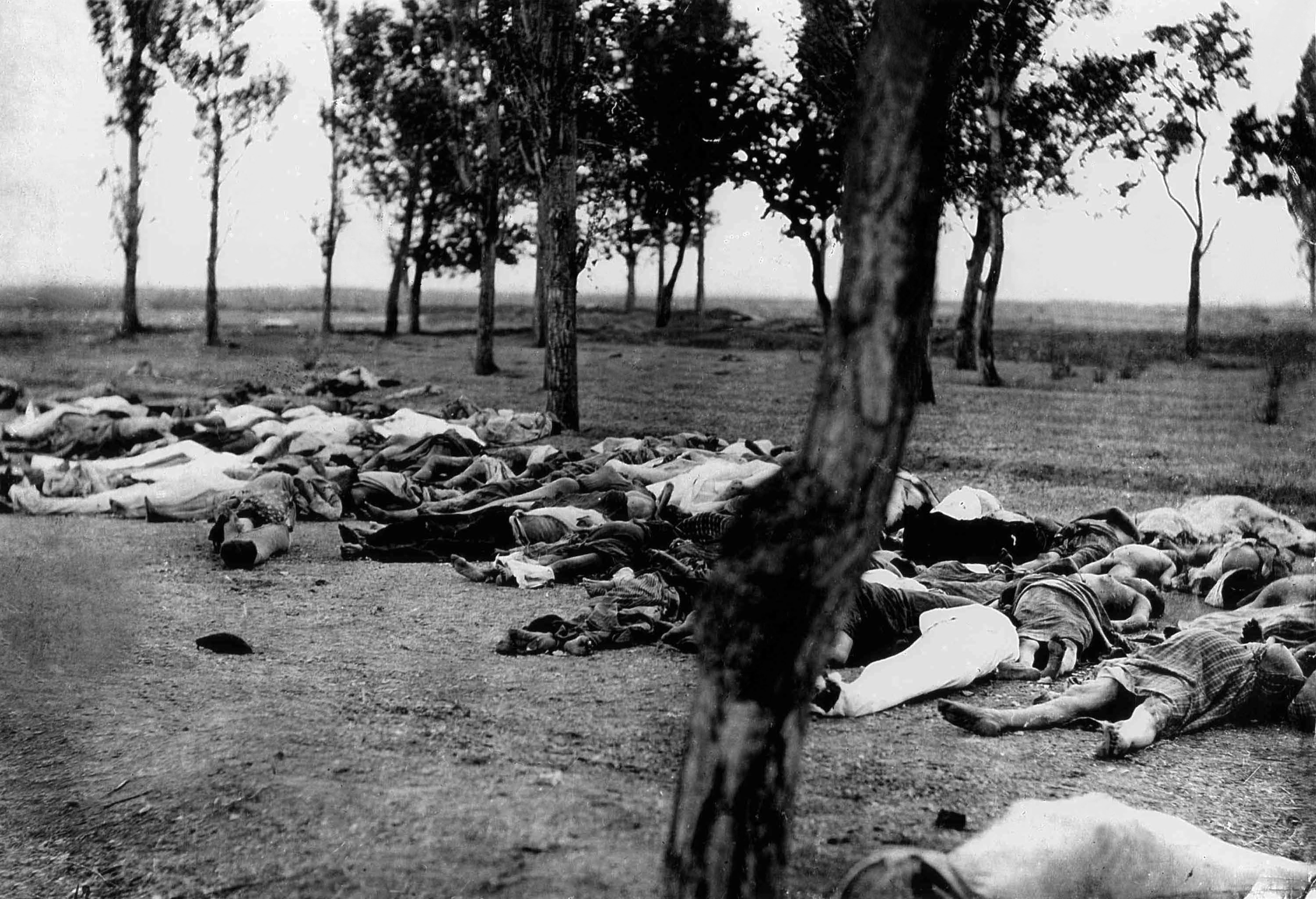
Photo montrant le corps de plusieurs Arméniens abattus alors que se déroulait le génocide des Arméniens.

Depuis plusieurs siècles, de petites communautés existent hors de l'Arménie. Une communauté s'est ainsi installée en Terre sainte, et un des quatre quartiers de Jérusalem s'appelle le quartier arménien. On retrouve également des traces de communautés arméniennes en Inde et en Birmanie, ainsi que dans d'autres régions de l'Asie du Sud-Est (dont les frères Sarkies, qui ont fondé une chaîne d'hôtels, dont les plus connus sont le Strand de Rangoun, le Raffles de Singapour et le Majapahit de Surabaya). La diaspora moderne, elle, s'est créée à la suite du génocide arménien.
Les Arméniens de la diaspora parlent le dialecte occidental de la langue arménienne, sans que le dialecte oriental leur soit incompréhensible. L'arménien oriental s'utilise plutôt en Iran, en Russie et dans d'autres pays de l'ancienne URSS comme la Géorgie et l'Ukraine.